# ثقب الذاكرة

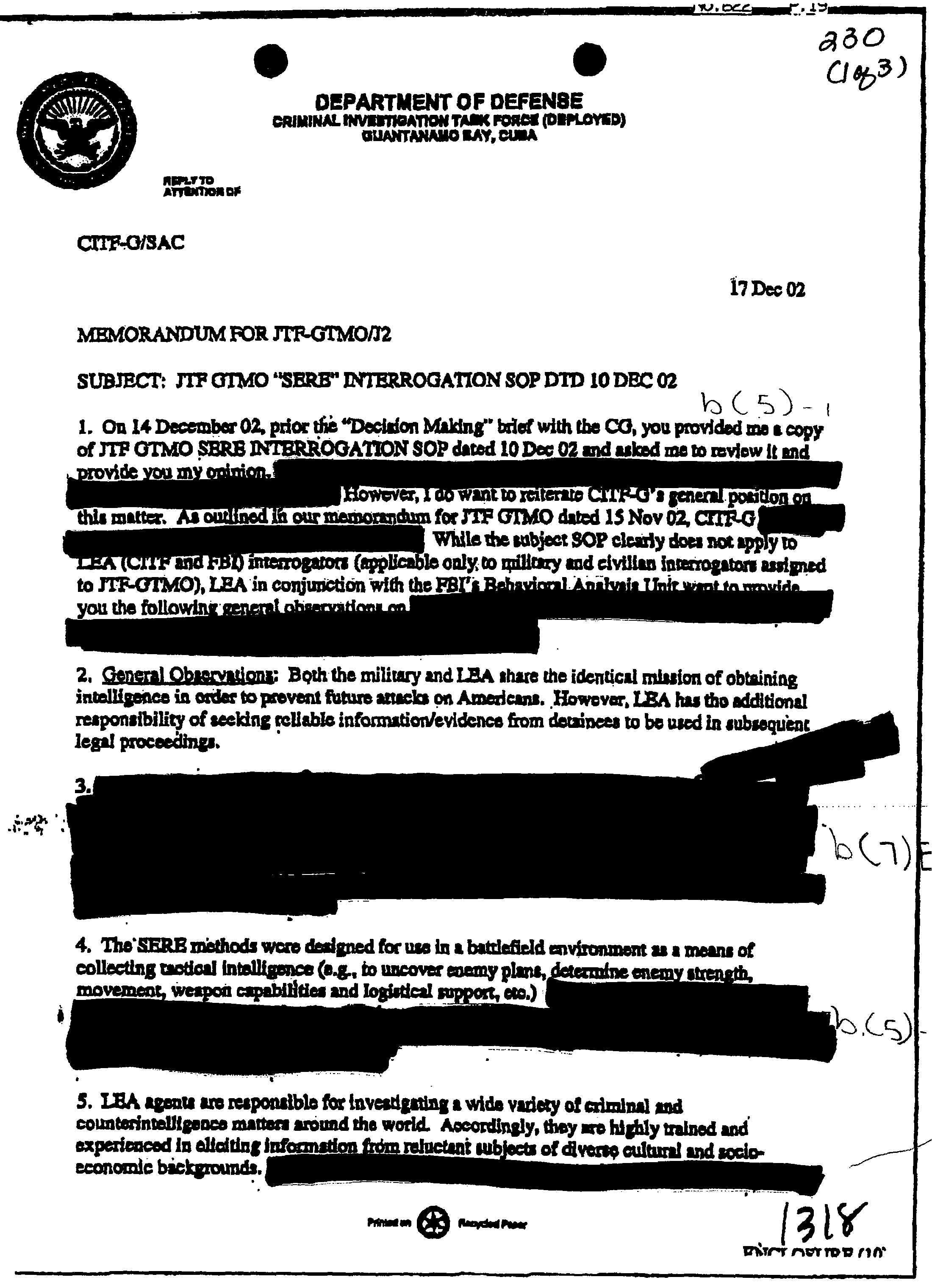
مُحرَّر

ثقب الذاكرة هو أية آلية لتغيير الوثائق المحرجة أو المزعجة، أو الصور، أو النصوص، أو غيرها من السجلات أو إخفائها، كما في موقع ويب أو السجلات الأخرى، ولا سيما كجزء من محاولة إعطاء الانطباع بأن شيئًا لم يحدث على الإطلاق. وقد أصبح المفهوم متداولاً لأول مرة بعدما استخدمه جورج أورويلفي روايته عن أدب المدينة الفاسدة، 1984.

## الأصول
ورد ثقب الذاكرة في رواية 1984 وكان عبارة عن منحدر صغير يؤدي إلى محرقة نفايات كبيرة تُستخدم في الرقابة:
وفي الرواية، ثقب الذاكرة عبارة عن فتحة يستخدمها المسؤولون الحكوميون لإيداع الوثائق والسجلات المزعجة سياسيًا ليتم إتلافها. وقد وُكِل إلى بطل رواية 1940'ونستون سميث، الذي عمل في وزارة الحقيقة، بشكل روتيني مهمة تنقيح المقالات الصحفية القديمة من أجل خدمة مصالح الدعاية للحكومة.
على سبيل المثال، إذا تعهدت الحكومة بأن التوزيع المقنن للشوكولاته لن ينخفض عن 30 جرامًا في الأسبوع الحالي، ولكن في الواقع تم تخفيض الحصة إلى 20 جرامًا في الأسبوع، وتتم مراجعة السجل الزمني (على سبيل المثال، مقال عن قضية قديمة لصحيفة تايمز) لاحتواء الإعلان عن مسألة التخفيض إلى 20 جرامًا قد يكون ضروريًا في الوقت القريب، أو أنه ستتم زيادة الحصة، الي تبلغ 15 جرامًا، قريبًا إلى هذا الرقم. وتُودع النسخة الأصلية من السجل التاريخي في ثقب الذاكرة.
ومن المفترض نقل الوثائق التي تم إيداعها في ثقب الذاكرة إلى مرمد نفايات لا يبقي شيئًا منها «حتى الرماد». ومع ذلك، وكما هو الحال تقريبًا مع جميع ادعاءات الحزب في هذه الرواية، تُترك الحقيقة غامضةً ولا يعرف القارئ ما هي الوثائق التي تم إعدامها حقيقةً. فمثلاً، تظهر بعد ذلك صورة ألقاها وينستون في الرواية خلال جلسة تعذيب يقوم بها أوبراين، ويلقيها مرة أخرى فيما بعد، وبعد ذلك بلحظات ينفي تذكر أي شيء عن الحدث أو أنه وقع بالفعل. ويصور هذا الأمر توافقًا مباشرًا مع فلسفة التفكير المزدوج العامة للحزب، ولذا يعد ثقب الذاكرة بمعنى التجسيد المادي، كما تصفه الرواية، «لنسيان، كل ما كان من الضروري أن ننساه، ثم استدراجه مرة أخرى إلى الذاكرة عند الحاجة إليه، ثم نسيانه فورًا مرة أخرى».